# Марсден, Джеррольд
Джеррольд Элдон Марсден (17 августа 1942 – 21 сентября 2010 года) — специалист по прикладной математике и механике, профессор департамента инженерного дела, управления и динамических систем в Калифорнийском технологическом институте. Дж.Е. Марсден — один из наиболее часто цитируемых исследователей, согласно Институту научной информации.

## Карьера
Дж. Э. Марсден получил степень бакалавра по математике в университете Торонто и степень доктора философии в Принстонском университете в 1968 году. Впоследствии он работал в различных университетах и научно-исследовательских институтах в США, Канаде, Великобритании, Франции и Германии. Он был одним из основателей Филдсовского в Торонто, Канада, и руководил им до 1994 года.
Дж. Марсден вместе с Аланом Вейнстейном был одним из мировых ведущих авторитетов в области математических и иных теоретических аспектов классической механики. Он внёс существенный вклад в основы симплектической геометрии. Его именем назван т.н. фактор Марсдена — Вейнстейна.

## Награды
В 1981 году Дж. Марсден выиграл приз Джеффри — Уильямса. 
В 1990 году ему была присуждена премия Норберта Винера по прикладной математике, совместная награда Общества Промышленной и прикладной математики (SIAM) и американского математического общества (АМS). Этой премии он был удостоен «за выдающийся вклад в изучение дифференциальных уравнений в механике: он доказал существование хаоса в конкретных классических дифференциальных уравнениях; его работа по отображению момента, от абстрактных основ до детальных приложений, оказала большое влияние».
Также удостоен исследовательской премии Макса Планка в области математики и информатики в 2000 году. 
В 2005 году он выиграл престижную лекцию Джона фон Неймана , которой SIAM награждает в знак признания особых заслуг в области прикладных математических наук и за их эффективное распространение в сообществе. 
В 2006 году Дж. Марсден был избран членом Королевского общества. 
В том же году он также получил почетную докторскую степень от университета Суррея.

## Книги
- J. E. Marsden and A. Weinstein, Calculus Unlimited, Benjamin/Cummings (1981).
- J. E. Marsden and A. Weinstein, Calculus, I, II, III', 2nd ed., Springer-Verlag (1985).
- J. E. Marsden, A. Tromba, and A. Weinstein, Basic Multivariable Calculus, Springer-Verlag (1992).
- J. E. Marsden and A. Tromba, Vector Calculus, 5th ed., W. H. Freeman (2003).
- J. E. Marsden and M. Hoffman, Elementary Classical Analysis, 2nd ed., W. H. Freeman (1993)
- J. E. Marsden and M. Hoffman, Basic Complex Analysis, 3rd ed., W. H. Freeman (1998).
- A. J. Chorin and J. E. Marsden, A Mathematical Introduction to Fluid Mechanics, 3rd ed., Springer-Verlag (1993).
- J. E. Marsden, Applications of Global Analysis in Mathematical Physics, Lecture Note Series, UC Berkeley Mathematics (1976).
- J. E. Marsden and M. McCracken, The Hopf Bifurcation and Its Applications, Applied Mathematical Sciences, 19 Springer-Verlag (1976).
- R. Abraham and J. E. Marsden, Foundations of Mechanics, 2nd ed., Addison–Wesley (1987).
- R. Abraham, J. E. Marsden, and T. S. Ratiu, Manifolds, Tensor Analysis, and Applications, Springer-Verlag (1988).
- J. E. Marsden, Lectures on Mechanics, Cambridge University Press (1992). 1st edition, 1989.
- J. E. Marsden and T. J. R. Hughes, Mathematical Foundations of Elasticity, Prentice Hall (1983); Reprinted by Dover Publications (1994).
- J. E. Marsden and T. S. Ratiu, Introduction to Mechanics and Symmetry, Texts in Applied Mathematics, vol. 17, Springer-Verlag (1994).
- J. E. Marsden, G. Misiolek, J.-P. Ortega, M. Perlmutter, and T. S. Ratiu, Hamiltonian Reduction by Stages, Springer-Verlag (2007).